# Крюков, Дмитрий Николаевич
Дми́трий Никола́евич Крю́ков (1899—1985) — советский государственный и политический деятель, председатель Сахалинского (1944—1944, 1947—1949) и Тюменского (1950—1960) областных исполнительных комитетов.

## Биография
Родился 20 сентября (2 октября) 1899 в селе Харитонцево Щениковской волости Ростовского уезда Ярославской губернии (ныне в Ильинском районе Ивановской области) Российской империи. В крестьянской семье был младшим из 9 детей, но единственным, кто не умер во младенчестве. В девятилетнем возрасте поступил в Спасскую церковно-приходскую школу, которую окончил в 1911 году, после чего отправлен отцом на заработки в Ярославль. Проработав 4 года фонарщиком и пожарником пожарного депо, осенью 1915 года вернулся в деревню, где нанялся на паточный завод, на котором работал и его отец (умер в 1919 году).
Участник Гражданской войны. В конце июня 1919 года призван в РККА и после непродолжительной подготовки в г. Кинешма ушёл на Юго-Западный фронт. Участвовал в боях под Киевом, Черниговым, селами Козелец, Остер, Яновка и Красное. За отличные действия получил благодарность в приказе по штабу группы войск Ворошилова. В армии прошёл путь от рядового красноармейца до исполняющего обязанности начальника связи второй пластунской бригады. В 1921 году после демобилизации вернулся в д. Харитонцево.
- с весны 1922 до марта 1923 гг. — председатель Харитонцевского сельского Совета (Ярославская губерния)
- с 1923 до 1925 гг. — председатель Карашского волостного исполкома
- 1925 — вступил в ВКП(б)
- с 1925 до 1929 гг. — заместитель председателя Ростовского уездного исполкома
- с 1929 до 1930 гг. — директор совхоза «Батрак» (Ивановская Промышленная область)
- с 1930 до 1931 гг. — инспектор-контролёр по совхозам Главконоплевода Народного комиссариата земледелия СССР
- с апреля 1932 до 1935 гг. — директор Дальневосточной краевой льноконоплеводной станции (Никольск-Уссурийский)
- с сентября 1935 до 1937 гг. — директор Сахалинской опытной сельскохозяйственной станции (с. Кировское Сахалинской области)
- с 1937 до 1940 гг. — заведующий Сахалинским областным земельным отделом и председатель Сахалинской областной плановой комиссии
- до мая 1940 г. — заместитель председателя Исполнительного комитета Сахалинского областного Совета
- с мая 1940 до 22.10.1944 гг. — председатель Исполнительного комитета Сахалинского областного Совета
- с октября 1944 до сентября 1945 гг. — заместитель председателя Исполнительного комитета Хабаровского краевого Совета
- с 23.9.1945 до апреля 1947 — начальник Гражданского управления Южного Сахалина при Военном Совете 2-го Дальневосточного фронта/Южно-Сахалинского областного управления по гражданским делам
- с апреля 1947 до 1 марта 1949 — председатель Исполнительного комитета Сахалинского областного Совета
- с января 1950 до января 1960 — председатель Исполнительного комитета Тюменского областного Совета
- в 1961—1962 гг. — главный охотинспектор Исполнительного комитета Тюменского областного Совета[2]

Избирался депутатом Верховного Совета СССР 3-го созыва[уточнить], Верховного Совета РСФСР 4-го и 5-го созывов.
Умер в деревне Игнатьевка Московской области в 1985 году.

## Воспоминания
В 1993 году, после смерти автора, в «Краеведческом бюллетене» (№ 1, 2, 3) были опубликованы его очерки и воспоминания (написанные ещё в 1970-х годах к 30-летнему юбилею разгрома японских милитаристов, но не прошедшие цензуру): «Гражданское управление на Южном Сахалине и Курильских островах в 1945—1948 гг.» До публикаций, рукопись хранилась в областном краеведческом музее Сахалина. В 2012 году, они вышли и в книжном варианте:
- Д. Н. Крюков. Гражданское управление на Южном Сахалине и Курильских островах 1945—1948 гг. (очерки и воспоминания) / Составители: Е. П. Фирсова, Н. Ю. Ильина, О. В. Фецова. — Южно-Сахалинск: Сахалинский областной краеведческий музей, 2012. — 170 с. — ISBN 9785900334592.